# Anastoechus aurifrons
Anastoechus aurifrons är en tvåvingeart som beskrevs av Efflatoun 1945. Anastoechus aurifrons ingår i släktet Anastoechus och familjen svävflugor. Inga underarter finns listade i Catalogue of Life.